# Lorenzo Forestani

Pratica d'aritmetica e geometria, 1682

Lorenzo Forestani (1585 – 1660?) è stato un matematico italiano.

## Attività
Noto per la pubblicazione della Pratica d'aritmetica e geometria la cui prima edizione viene stampata a Venezia nel 1602. Una delle peculiarità di questo testo è la modernità con la quale vengono presentati i quesiti e gli esempi.

## Opere
- Lorenzo Forestani, Pratica d'aritmetica e geometria, In Siena, Filippo Succhielli (eredi ), Fantini Siena, 1682. URL consultato il 13 giugno 2015.